# Anthurium palmatum
Anthurium palmatum là một loài thực vật có hoa trong họ Ráy (Araceae). Loài này được (L.) Schott miêu tả khoa học đầu tiên năm 1829.